# Arachnopathes ericoides
Arachnopathes ericoides is een Antipathariasoort uit de familie van de Antipathidae. De wetenschappelijke naam van de soort is voor het eerst geldig gepubliceerd in 1766 door Pallas.